# Pterolophia griseovaria
Pterolophia griseovaria là một loài bọ cánh cứng trong họ Cerambycidae.